# Ilze Jaunalksne
Ilze Jaunalksne est une journaliste de la télévision lettone. Elle est la présentatrice de l'émission d'investigation sur la vie politique lettone De Facto,. En mars 2006,  elle dénonce un scandale d'achat de voix relatif à une station balnéaire. Ses révélations conduisent le ministre des transports à la démission. En réaction, les opposants de la journaliste mettent son téléphone sur écoute et publient ses conversations dans la presse,. Elle porte plainte et fait condamner le gouvernement pour violation du droit à la vie privée,.
Elle obtient, le 7 mars 2007, de la secrétaire d'État des États-Unis, Condoleezza Rice, le Prix international de la femme de courage.

## Sources de la traduction
- (en) Cet article est partiellement ou en totalité issu de l’article de Wikipédia en anglais intitulé « Ilze Jaunalksne » (voir la liste des auteurs).